# Элизобарра-Торр
«Элизобарра-Торр» — совместный альбом Вячеслава Бутусова и группы «Deadушки», вышедший в 2000 году.

## Об альбоме
На песни «Настасья» и «Триллипут» были сняты клипы, на первую также был выпущен сингл. Песня «Моя звезда» звучит в финальных титрах фильма Алексея Балабанова «Война».

## Список композиций
| №   | Название                      | Длительность |
| --- | ----------------------------- | ------------ |
| 1.  | «Десять шагов»                | 7:15         |
| 2.  | «Том ждёт»                    | 3:51         |
| 3.  | «Кошка, чашка, муха и лапоть» | 4:40         |
| 4.  | «Триллипут»                   | 4:32         |
| 5.  | «Моя звезда»                  | 5:12         |
| 6.  | «Вот тогда любовь моя»        | 5:30         |
| 7.  | «Настасья»                    | 5:38         |
| 8.  | «Патри-парти»                 | 4:58         |
| 9.  | «Запасные сны»                | 5:18         |
| 10. | «Элизобарра-торр»             | 4:45         |

## Название альбома
…что такое «Элизобарра-Торр» и почему именно так назван проект?
Бутусов: Другого названия не возникло, а это находится как бы на грани чувствования и непонимания. Если говорить серьёзно, то элизобарра — это составляющая псевдозаклинания. А так — оно ничего не значит. Это чистый воздух.
Есть вещи смешные, а есть — непонятные. Если ты автоматически ставишь перед собой задачу быть смешным, то можно использовать название типа «тревожный йогурт». Но это одноразовые проекты.
Сологуб: Для меня это очень красивое словосочетание, в нём есть что-то физическое. По крайней мере, любой уважающий себя брахман поймет значение этого слова :)

## Участники записи
- Вячеслав Бутусов — композитор, автор текстов, исполнитель, вокал, гитара.

группа Deadушки:
- Алексей Рахов, Виктор Сологуб — композиторы-аранжировщики, исполнители, клавиши, гитара, компьютеры, бэк-вокал.

В записи принимали участие:
- Григорий Сологуб — гитара (6).
- Филипп Сологуб — компьютерные шумы (1).
- Борис Истомин — компьютерный монтаж.
- Александр Докшин — звукорежиссёр.
- Борис Исаев, Юрий Богданов — инженеры.